# Францен, Катя
Катя Францен (нем. Katja Franzen; род. 12 января 1990 года, Грефрат, земля Северный Рейн-Вестфалия) — немецкая конькобежка, многократная призёр и чемпион национального чемпионата Германии.

## Биография
Катя Францен начала кататься на коньках в возрасте 8-ми лет в клубе «Eisschnelllauf Club Grefrath 1992 e.V.» в Грефрат. С 2019 года выступает за команду «DEC Inzell», в клубе за её подготовку отвечает голландец Андреас Краус. Помимо конькобежного спорта она увлекалась лёгкой атлетикой, верховой ездой, дзюдо, плаванием.
В возрасте 13 лет она впервые участвовала в чемпионате Германии. В 2005 году Францен выиграла чемпионат Германии среди юниоров в многоборье, а в 2007 году выиграла чемпионат среди юниоров на одиночных дистанциях в беге на 500 метров. В ноябре 2008 года в Инцелле на юге Германии впервые был проведён Кубок мира среди юниоров. Там она одержала первую в истории победу на Кубке мира среди юниоров, выиграв дистанцию 500 метров. В итоговой классификации она заняла 4-е место на этой дистанции.
В том же году на чемпионате мира среди юниоров в Закопане по сумме двух заездов в беге на 500 метров заняла 6-е место. Она участвовала ещё на чемпионате Германии в 2010 году, где заняла 6-е место на дистанции 500 метров, после чего решила посвятить себя учёбе. После окончания средней школы и продолжительного перерыва из-за травм она возобновила свою спортивную карьеру в 2013 году и прошла квалификацию на свой первый Кубок мира среди взрослых в 2014 году.
В 2014 году она получила травму рёберно-позвоночного сустава и потребовался год, чтобы диагностировать травму. Францен переехала в Нидерланды к своему парню в Эйндховен, где продолжала соревноваться на внутренних соревнованиях. Она вернулась к серьёзным тренировкам в 2018 году. В 2019 году после чемпионата Германии, завоевав титул на дистанции 500 метров, она была включена в состав команды Кубка мира DESG и переехала на проживание в Инцелль.
В январе 2020 года на чемпионате Европы в Коллальбо заняла 15-е место на дистанции 500 метров. На чемпионате мира в спринтерском многоборье в Хамаре она заняла 23-е место в классификации.
Через год на чемпионате Европы в спринтерском многоборье в Херенвене поднялась на 10-е место. В феврале на чемпионате мира на одиночных дистанциях в Херенвене Францен заняла 16-е место на дистанции 500 метров и 19-е на 1000 метров. В октябре на чемпионате Германии заняла 3-е место на своей любимой пятисотметровке.
В начале 2022 года она стала 4-й вместе с подругами в командном спринте на чемпионате Европы на отдельных дистанциях в Херенвене, финишировав со временем 1:32.29 сек. На дистанциях 500 и 1000 метров она заняла 12-е место.

## Личная жизнь
Катя Францен окончила Ханьский университет прикладных наук в Неймегене на факультете физиотерапии, а также изучала философию и театр в Университете Хильдесхайма в Германии и философию в Университете Радбуда в Неймегене. Она находится в паре с конькобежцем Херьяном ван ден Хойвелом. Францен руководит компанией под названием «Taalspiel Duitse Vertalingen», которая занимается переводами с голландского на немецкий. Обладает знанием пяти языков. Любит кофе, походы в горы, готовку, выпечку.